# Érettségi vizsga
Az érettségi vizsga (röviden érettségi, régiesen matura) a középiskolai tanulmányokat lezáró és a felsőoktatásba bebocsátó vizsga, amely számos ország jogrendszerében szerepel, és sok helyen – így a kétszintű érettségi bevezetése óta a legtöbb képzésben Magyarországon is – a felsőoktatási felvételi eljárásban is helyettesíti a vizsgát.
Szerepe szerint lehet
- tanulmányi jellegű záróvizsga,
- valamilyen állás vagy társadalmi pozíció betöltéséhez szükséges képesítő, minősítő vizsga,
- felvételi jellegű vizsga.

Az érettségi történetét e három funkció közötti hangsúlyeltolódások és az ekörüli vita kíséri; helyét az oktatásügyben és társadalmi megbecsültségét az aktuális főfunkció is alakítja.
A képesítő vizsga, egy speciális, szakmai tantárgyak sikeres érettségi vizsgája után, az ágazatnak megfelelő szakképesítést biztosított.
1998-ig adtak ki ilyen bizonyítványokat. Ezután már nem volt szakmai érettségi a szakközépiskolákban, csak OKJ-s képzések.
Magyarországon 1851 óta rendeznek érettségi vizsgát, jelenleg országosan egységes szabályozás szerint. A legutóbbi nagyobb átalakítás a kétszintű érettségi rendszer bevezetése volt 2005-ben. Azóta a vizsga minden tekintetben egységes a gimnáziumok és a szakközépiskolák tanulói, illetve a felnőttoktatásban részt vevők számára is. Az érettségi hazánkban állami vizsga, az érettségi bizonyítvány pedig közokirat.

## A magyarországi érettségi rövid története[1]
Az érettségit először 1788-ban Poroszországban vezették be, hogy korlátozzák az egyetemre jelentkezők számát. Franciaországban 1808-ban, Angliában pedig 1838-ban kezdték átvenni. Magyarországon Comenius már a 17. században felvetette egy érettségiszerű záróvizsga szükségességét:

„Tanácsos lenne tehát az, hogy a latin iskola végén nyilvános értelmességi vizsgát tartsanak az iskolák vezetői, és az ő véleményük alapján döntsék el azután, hogy mely ifjakat érdemes akadémiára küldeni és kiket jelöljenek más élethivatásra, és ugyancsak meg kell állapítani, hogy milyen tudományágnak, vajon teológiának, közigazgatási pályának vagy orvostudománynak szenteljék életüket, amint azt egyrészt természetes hajlamuk elárulja, vagy másrészt az egyháznak és államnak szükséglete megkívánja.”

– Comenius

Ebben az idézetben már felbukkan az állami érdek; az érettségit a kezdetektől kísérő vita központi kérdése a 19. században az állami beavatkozás jogossága az iskolák és a fenntartók önállóságába, a tanszabadságba. Ez az állami befolyás Mária Terézia uralkodása idején vált kifejezetté (1764-ben a Tanügyi Bizottság létrehozásával s 1777-ben a Ratio Educationis kibocsátásával). Az érettségi ugyanis nemcsak a tanulmányokat lezáró és a felsőoktatásba bebocsátó vizsga, hanem állami szintű, egységesítő kimeneti szabályozás is. Célja lehet az állami érdekek érvényesítése, a felsőoktatásba való bejutás szabályozása vagy a köztisztviselői, hivatalnoki állásra pályázók minősítése (ez utóbbi célból Kínában már régóta rendeztek állami vizsgákat).
1849-ben, a forradalmak utáni központosítás és németesítés jegyében a frissen kinevezett osztrák vallás- és közoktatásügyi miniszter, Leo Thun kibocsátotta az ausztriai gimnáziumok és reáliskolák működését szabályozó átfogó rendeletét, amely a magyar neveléstörténetben Entwurf néven ismert. Ezt az ősz folyamán, nem sokkal a szabadságharc leverése után Magyarországra is kiterjesztették. Ez a rendelet vezette be az érettségit, amihez a tanügyi vezetés még egy porosz pedagógust, Hermann Bonitzot is Bécsbe hívott segítségül. A rendelet bevallott célja a továbbtanulásra való alkalmasság vizsgálata volt, de Magyarországon általános tiltakozást váltott ki, mert a németesítés és az állami beavatkozás eszközét látták benne. Különösen felemelte a szavát a református egyház mint nagy iskolafenntartó. Ennek ellenére 1851-ben a fenntartótól függetlenül kötelezővé tették a gimnáziumokban az érettségit, és szeptemberben megtartották az első vizsgákat. A reáliskolák ekkor még csak hatosztályosak voltak; később, Trefort Ágoston miniszterségének első éveiben ezeket is nyolcosztályossá alakították, és 1876-tól itt is bevezették az érettségit.
1883-ban a köztisztviselői törvény a köztisztviselővé válás feltételeként írta elő az érettségit, ami újabb tiltakozási hullámot váltott ki.
A lányok számára több lépcsőben vált elérhetővé az érettségi; először a kereskedelmi iskolákban, majd 1895-től a fiúgimnáziumokban tett magánérettségiként (ezzel vált lehetővé, hogy ők is jelentkezhessenek az orvosi és a bölcsészkarokra); végül 1915-ben engedélyezték, hogy ahol nincs leánygimnázium, ott a lányok is nyilvános tanulóként beiratkozhassanak a fiúgimnáziumokba (igaz, az osztályteremben még drákói rendszabályokkal különítették el őket a fiúktól).

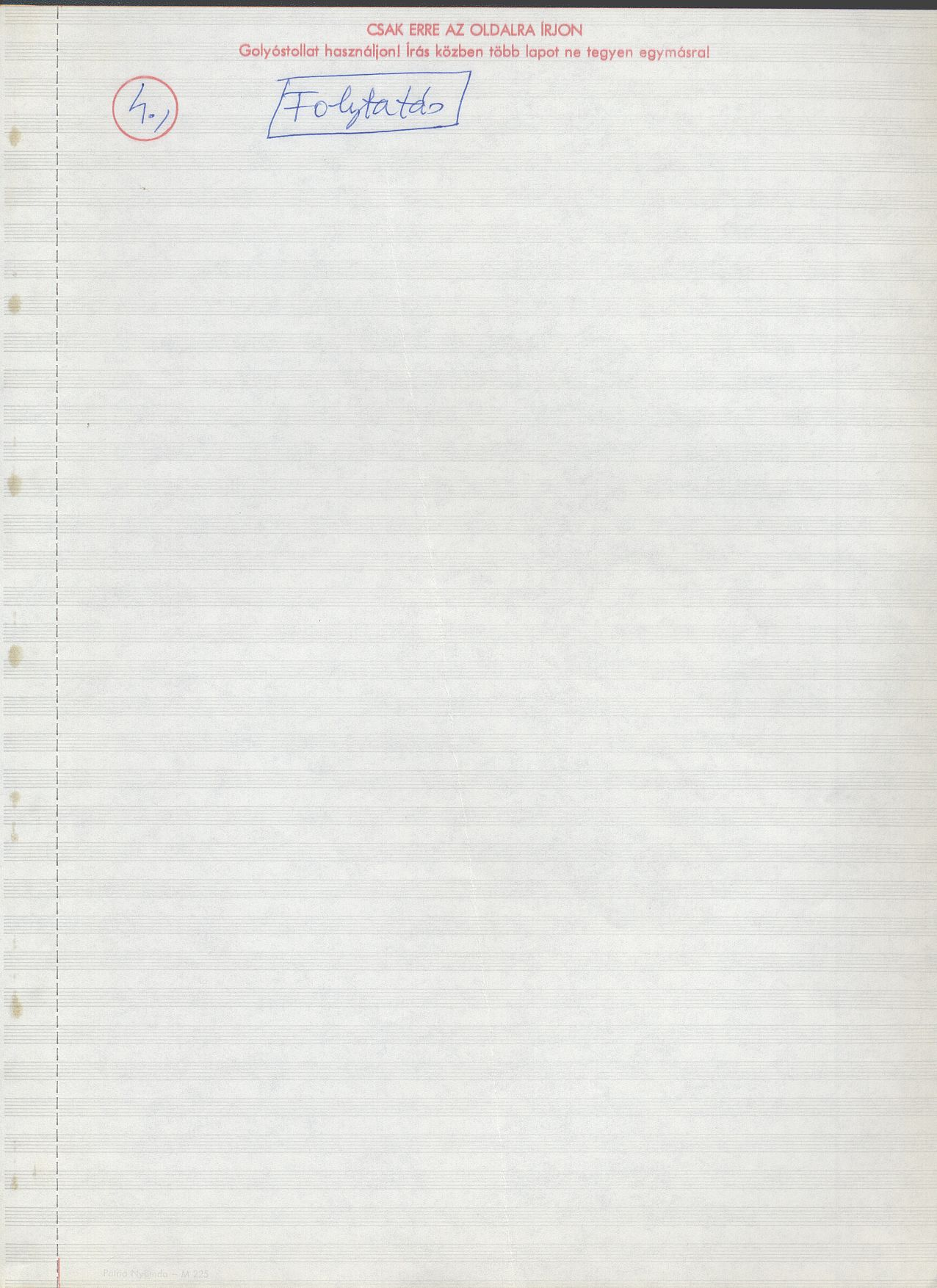
Összevont érettségi-felvételi írásbeli dolgozat indigós papírja az 1980-as évekből. A karikába kellett írni a feladat sorszámát. Az első példányt az egyetemen javították mint felvételit, a másolatot visszaküldték a középiskolába, és erre adták az érettségi osztályzatot.

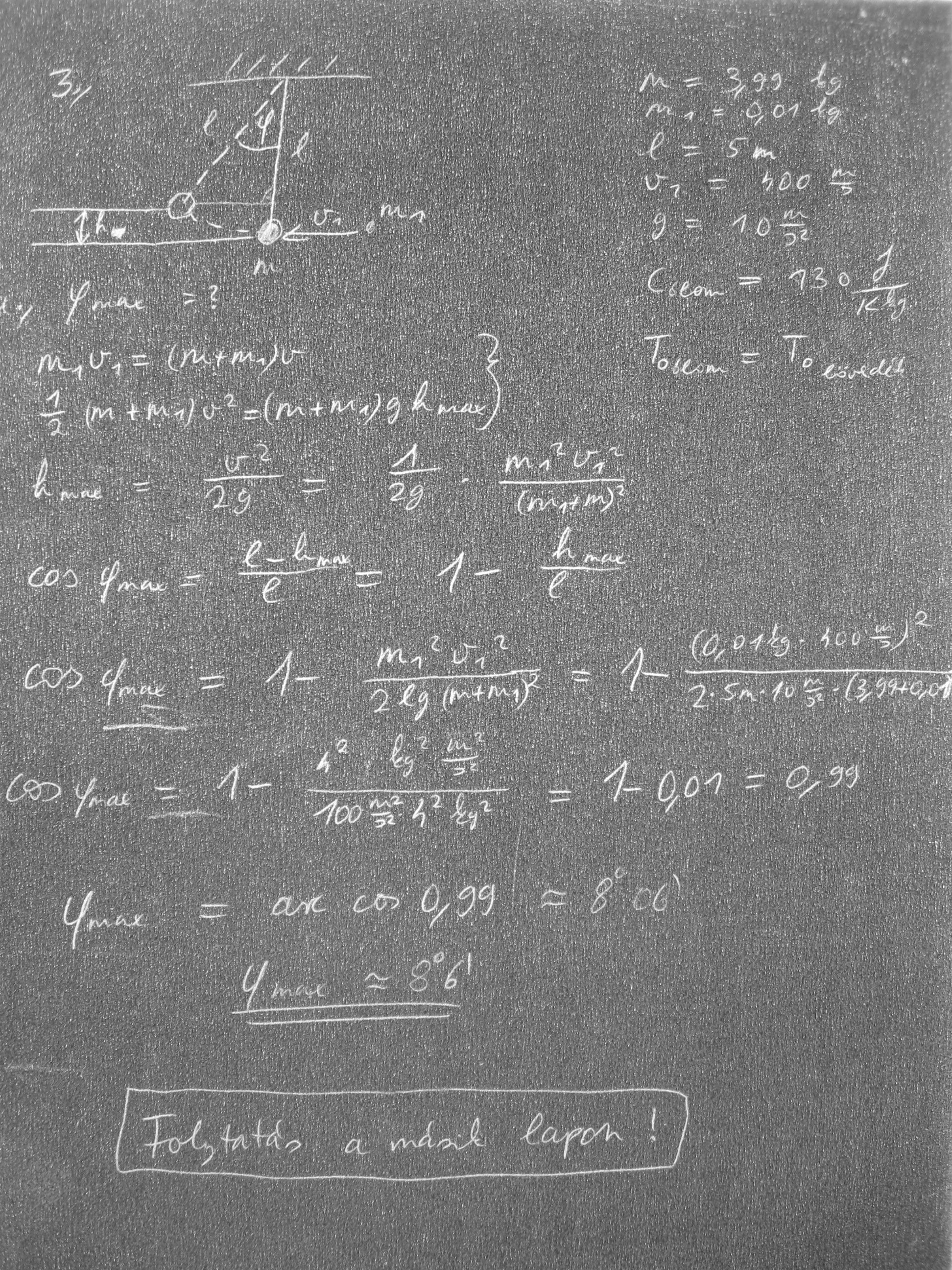
Összevont érettségi-felvételi írásbeli fizikadolgozat indigója 1985-ből. A vizsgázók általában eltették az indigót, hogy legyen egy saját példányuk is, és hamarabb mutathassák meg a megoldást a tanáruknak, mint hogy a szolgálati úton a másodpéldány megérkezett.

A dualizmus idején az érettségi rangját emelte, hogy a bizonyítvány birtokában külön tanfolyam elvégzésével tartalékos tiszti rendfokozatot lehetett elérni (ez már a középosztályba emelte a birtokosát).
1919-ben a Tanácsköztársaság eltörölte az érettségit, de ez csak rövid közjáték volt, és a Tanácsköztársaság bukása után természetesen ez a rendelkezés is hatályát vesztette.
Jelentős változás történt 1924-ben, amikortól bármely középiskola érettségije bármely egyetemen vagy főiskolán való továbbtanulásra jogosított, így megszűnt az iskolatípusok megkülönböztetése. 1948 és 1955 között működött a szakérettségi rendszere, amelynek keretében a korábban a középiskolákba nem jutó munkás- és parasztfiatalok gyorsított tanfolyamokon sajátíthatták el a tananyagot és tehettek szakirányú továbbtanulásra jogosító érettségit. 1952-ben vezették be a felsőoktatási felvételi vizsgát, ezzel az érettségi inkább záróvizsgává vált, és a presztízse csökkenni kezdett.
A hetvenes években újabb rövid életű, a szakmai tiltakozáson elbukott próbálkozások történtek: 1974-ben az osztályzatokat törölték, és helyette a „dicsérettel megfelelt” / „megfelelt” / „nem felelt meg” értékelést vezették be, 1978-79-ben pedig a történelemérettségit szüntették meg.
1982-ben vezették be egyes tárgyakból az összevont érettségi-felvételit. Ez a mai emelt szintű érettségivel ellentétben még csak az írásbelire terjedt ki, amelynek két (indigóval készült) példányát egymástól függetlenül javították és értékelték a középiskolában és az egyetemen. Ez ugyan növelte az érettségire készülés jelentőségét, de mellékhatásként a fizetős előkészítő tanfolyamok piacát is erősítette. 1993-tól elvileg már az érettségi jogosított a továbbtanulásra, de a felsőoktatási intézmények átmeneti jelleggel további feltételekhez köthették a felvételt – gyakorlatilag tehát megmaradt a felvételi, és az egyedi követelmények miatt tovább virágzott az előkészítő tanfolyamok piaca.
A Nemzeti Alaptanterv 1995-ös bevezetése után kezdtek dolgozni a kétszintű érettségi koncepcióján, amely 2005 óta működik; ez hosszú idő óta a legjelentősebb változás, mivel ezzel újból eltörölték a felvételit s az érettségit állították helyébe, de a szakmai viták azóta is tartanak – az előkészítő tanfolyamok piaca pedig továbbra is virágzik. Az emelt szinten való vizsgáztatást és az elnöki névjegyzékre kerülést külön képzés elvégzéséhez kötötték, de az előbbi tekintetében azóta ez megszűnt.

### A vizsgaszabályzatok
Maga az Entwurf nemcsak az érettségit vezette be, hanem a szaktanári rendszert is, és végső soron az egész ma ismert iskolarendszer alapjait; az érettségit még összesen a VI. fejezet 12 pontjában szabályozta. Ennek lényeges eleme volt a tanulók szemszögéből, hogy az érettségi nem kötelező, hanem – lévén a vizsga belépő a felsőoktatásba – a jelentkezés van feltételhez kötve, jelesül a középiskola utolsó évének elvégzése. Az iskolák szemszögéből pedig a vizsgáztatási jogot kötötték szigorú feltételekhez, s a vizsgáztatási joggal nem rendelkező iskolák tanulói számára 1851-ben hét magyar városban (Pest, Buda, Pozsony, Sopron, Kassa, Nagyvárad, Temesvár) jelöltek ki „vizsgaközpontokat”, azaz a más iskolákból érkezőket is fogadó vizsgáztató iskolákat. Ezzel egyfelől erős állami szabályozást, másrészt kimeneti szabályozást, követelményszintet vezetett be. Ez a központosítás lehetővé tette, hogy az érettségi bizonyítványokat az államigazgatásban és a felsőoktatásban mindenhol elfogadják. A vizsgát magyarul és németül is le lehetett tenni, katolikus és protestáns tanárokból álló vegyes bizottság előtt. A bizottság előtti vizsga és az írásbeli és szóbeli vizsgarész együttese kezdettől fogva mindmáig alapvető jellemzője az érettséginek.
1876-ban már önálló vizsgaszabályzatot adtak ki a reáliskolák számára. Ez az Entwurfnál lényegesen pontosabb, szigorított szabályokat vezetett be, 35 paragrafusban szabályozva a tartalmi és formai követelményeket, s külön mellékletben leírva az adminisztrációt.
1883-ban, Trefort Ágoston minisztersége idején született meg a kiegyezés utáni első önálló középiskolai törvény, amelynek előírására 1884-ben kiadták az egységes (gimnáziumokra és reáliskolákra is érvényes) Érettségi vizsgálati utasítást. Ez már napra pontosan meghatározta a jelentkezési határidőt, behatárolta a rendes írásbeli és szóbeli, valamint a pótló- és javítóérettségi időszakát, s részletesen szabályozta a vizsga menetét, a nyomtatványok típusait és őrzését, a vizsgadíjakat s ennek alapján a tanárok vizsgáztatási díját. Bár tiltakozást váltott ki, valójában modernnek és előremutatónak számít az a rendelkezés, hogy az írásbeli vizsgák nyelve a magyar, de a nem magyar anyanyelvű iskolákban az iskola saját nyelvén is készítendő dolgozat. Az állami ellenőrzés erősítésére szolgálta a felekezeti iskolák érettségijére a miniszter által kiküldött kormánybiztos. Tartalmi, pedagógiai szempontból fontos (de csak hellyel-közzel megvalósult), mai szemmel is elismerésre méltó követelmény volt, hogy az érettségi ne csak a lexikális tudást mérje fel, s ne az aprólékos adatok bemagoltatása legyen a célja, hanem a tanuló gondolkodását, szellemi érettségét s az alapismeretek biztos tudását kérje számon.
1905-ben a rövid ideig miniszterkedő Lukács György (aki nem tévesztendő össze a miniszteri posztot később szintén betöltő ismert filozófussal) adott ki újabb vizsgaszabályzatot, amely követte a középiskolai törvény időközbeni kétszeri módosításait, szigorította a vizsgafeltételeket. Az iratmintákon kívül a bizonyítványok záradékait is tartalmazta a szabályozás – érdekesség, hogy a lányok számára még külön. Ebben a szabályzatban jelenik meg először a tantárgyválasztás lehetősége a vizsgázók számára – igaz, még csak a fakultatív görög nyelv és irodalom tekintetében. Ezt a szabályzatot 1931-ben aktualizálták újra, amikor a lányok érettségije már egyenértékűvé vált a fiúkéval, de a felsőoktatásba való bejutásukat a miniszter még rendeleti úton korlátozhatta.

## A magyar érettségi rendszer ma

### Jogi szabályozása
Az érettségi szabályozása a jogszabályi hierarchia különböző szintjein valósul meg, a törvénytől a miniszteri rendeletig. A vizsgával kapcsolatos lényeges szabályokat az alábbi három jogszabály tartalmazza:
- az 1993. évi LXXIX. törvény a közoktatásról a vizsga meghatározását, általános szabályait, nyilvánosságát, a kötelező vizsgatárgyak felsorolását, az érettségire való felkészítés kereteit, a mentességek alapszabályait, a vizsgaelnöki névjegyzékbe kerülés feltételeit, a vizsga ingyenességének, illetve a díjfizetési kötelezettségnek az eseteit és más szabályokat;
- a 100/1997. (VI. 13.) kormányrendelet (vagyis a vizsgaszabályzat) a vizsga megszervezésének és lebonyolításának szabályait, valamint a központi vizsgakövetelményekre épülő vizsgatárgyak általános vizsgakövetelményeit;
- a 40/2002. (V. 24.) OM rendelet a központi vizsgakövetelményekre épülő vizsgatárgyak részletes követelményeit és vizsgaleírását.

A mentességek alapjául szolgáló szakértői vélemények kiadását a pedagógiai szakszolgálatokról szóló 4/2010. (I. 19.) OKM rendelet szabályozza.
Az emelt szinten választható tárgyak tekintetében a felsőoktatási intézmények felvételi eljárásairól szóló 237/2006. (XI. 27.) kormányrendelet az irányadó. (Ebben a jelenleg, 2011-ben hatályos változathoz képest jelentős változások lépnek életbe 2012. január 1-jén és 2013. január 1-jén; ezekről a 39/2011. (III. 22.) kormányrendeletből lehet tájékozódni.) A rendelet 3. számú melléklete határozza meg, hogy mely tárgyakból lehet emelt szintű vizsgát tenni, a 2013-ban hatályba lépő 4. számú melléklet pedig azt, hogy mely felsőoktatási alapképzésekhez milyen emelt szintű érettségi szükséges. (Ez az információ, mivel 2013. január 1. előtt nem hatályos, egyelőre a 39/2001. számú rendeletben található meg.)
A vizsga lebonyolításában közreműködő intézmények elsősorban
- az Oktatási Hivatal,
- a területileg illetékes kormányhivatal,
- a vizsgát szervező középiskola.

### Vizsgaszintek
A kétszintű érettségi elnevezés onnan ered, hogy az egyes tárgyakból közép- és emelt szinten is lehet vizsgát tenni. A középszintű érettségi elegendő az érettségi bizonyítvány kiállításához; az emelt szintű vizsga a korábbi felsőoktatási felvételi vizsgát hivatott kiváltani.

### Vizsgatárgyak
Érettségi bizonyítvány legalább öt tárgyból tett sikeres vizsga alapján állítható ki. A vizsgatárgyak számának nincs felső korlátja.
Négy kötelező vizsgatárgy van, ezek alapesetben:
- a magyar nyelv és irodalom (tehát nincs külön nyelvtan és irodalom!),
- a történelem,
- a matematika,
- a nemzeti, etnikai kisebbségi oktatásban résztvevők számára anyanyelv és irodalom, a többi vizsgázó számára pedig egy idegen nyelv.

A fentiekből következik, hogy legalább még egy vizsgatárgyat választani kell.
Egyes esetekben el lehet térni ettől a listától. Így például ha a vizsgázó nem magyar állampolgár és anyanyelve sem magyar, illetve ha a középiskolai tanulmányai befejezését megelőző négy tanév közül legalább hármat nem a magyar közoktatási rendszerben végzett, a magyar nyelv és irodalom helyett választhatja a magyar mint idegen nyelv vizsgatárgyat is (ez tehát érvényes a határon túli magyar iskolák tanulóira is). Egy másik ok az eltérésre, ha a vizsgázót az igazgató szakértői vélemény alapján mentesítette valamelyik tárgy vizsgája alól; ilyenkor másik tárgyat kell választani.
Idegen nyelvből ma már csak annak nem kell vizsgáznia, akinek a tanulói jogviszonya megszűnésének időpontjában hatályos érettségi vizsgaszabályzat rendelkezései szerint nem kellett idegen nyelvből érettségi vizsgát tennie (tehát nagyon régen végezte el a középiskolát, de akkor nem tette le vagy nem fejezte be az érettségit). Az idegen nyelvi érettségit utoljára 2005-ben lehetett nyelvvizsgával kiváltani. 2010 óta a nem nappali rendszerű felnőttképzésben végzettek számára is kötelező az idegen nyelvi érettségi.
A vizsgatárgyak és -szintek szabadon választhatók, az alábbi korlátokkal:
- A tanulói jogviszony keretében, az érettségi bizonyítvány megszerzése előtt csak olyan tárgyból lehet érettségizni, amelynek a helyi tantervben meghatározott követelményeit az érettségi vizsgára jelentkező teljesítette, és tudását osztályzattal értékelték. Ez történhet rendes tanórai munkával és értékeléssel, vagy pedig osztályozóvizsgával is. (Megszűnt tehát az a 2005 előtti, de a köztudatban ma is élő szabály, hogy két évig kell tanulni a vizsgatárgyat.) Az érettségi bizonyítvány megszerzése, illetve a tanulói jogviszony megszűnése után ez a megkötés megszűnik, bármely tárgyból lehet vizsgára jelentkezni (olyanból is, amit a vizsgázó nem tanult iskolában).
Ennek a feltételnek nem a jelentkezés beadásakor, hanem a vizsgaidőszak kezdete előtt kell teljesülnie, tehát az is jelentkezhet, aki a jelentkezés leadása és a vizsga között fogja megszerezni az utolsó osztályzatát.
- A kevés vizsgázó által választott tárgyak írásbelije olykor azonos időpontra kerül; ilyenkor az ütköző tárgyakat nem lehet együtt választani. (Az időpontok már a tanév kezdete előtt nyilvánosságra kerülnek.)
- Emelt szintű vizsgát nem rendeznek minden tantárgyból, csak azokból, amelyeknél ennek a felsőoktatási felvételi eljárás szempontjából jelentősége van. (Ezeknek a tárgyaknak a listáját kormányrendelet állapítja meg, és az Oktatási Hivatal is közzéteszi.)
- Egy vizsgaidőszakban ugyanabból a tárgyból csak egy szinten lehet érettségizni. (A legtöbb tantárgynál ez nemcsak jogi, hanem technikai korlát is, mivel a közép- és emelt szintű írásbeliket egyszerre rendezik.)

A szintválasztás nem függ attól, hogy a jelentkező milyen szintű felkészítésben vett részt az iskolában (azaz pl. járt-e fakultációra).
A központi követelményekre épülő tárgyakon kívül a középiskolák középszinten saját vizsgatárgyakat is akkreditáltathatnak, ezzel a lehetőséggel azonban aránylag kevés iskola él.
A vizsgatárgyak és -szintek megválasztása a vizsgázó joga (fiatalkorú jelentkezőnél szülői aláírással); az iskola tehát megfogalmazhat a szakirányhoz, tagozathoz kapcsolódó elvárásokat, de nem kötelezheti a tanulóit valamely tárgy választására, s hasonlóképpen nem írhatja elő vagy tilthatja meg az emelt szintű vizsgára való jelentkezést.

### A vizsga részei
A vizsga a legtöbb tárgyból írásbeli és szóbeli részből áll. Matematikából középszinten nem kell szóbelit tenni, ha az írásbelin legalább 25%-os eredményt ért el a vizsgázó. Az informatikavizsga gyakorlati része az írásbelinek felel meg, és az írásbeli vizsga szabályai szerint rendezik, míg a testnevelés- és a drámavizsga gyakorlati része a szóbeli érettségi egyik része. A 2020-as tavaszi érettségi vizsgaidőszakban a COVID-19 koronavírus-járvány miatt csak írásban vizsgáznak az érettségizők.

### Tantárgyi követelmények és egyéb sajátosságok
Az egyes tárgyak általános követelményeit a 100/1997. (VI. 13.) kormányrendelet tartalmazza. A felkészüléshez inkább a részletes követelmények használhatók, melyeket a 40/2002. (V. 24.) OM rendelet ír le (lásd a forrásokat). Az Oktatási Hivatal a jogszabályt a jog világában járatlanok számára érthető formában teszi közzé, tantárgyanként külön feltüntetve a témakörönkénti vizsgakövetelményeket és a vizsgaleírást. Az utóbbi magában foglalja a használható segédeszközök felsorolását, az értékelési szempontokat, az írásbeli és a szóbeli vizsga részeit és az ezekre fordítható időt, a feladatok jellegét, az egyes témakörök körülbelüli arányát a feladatsorokban és tételekben, valamint az esetleges technikai tudnivalókat. A leírás meghatározza azt is, hogy az intézmény milyen anyagokat hozzon nyilvánosságra.
A rendelethez igazodva a vizsgaszervező intézmények legkésőbb 60 nappal a tavaszi vizsgaidőszak kezdete előtt nyilvánosságra hozzák és a vizsgázók számára elérhetővé teszik a tudnivalókat, mindenekelőtt a szóbeli érettségi vizsga helyi témaköreit vagy tételcímeit – a tantárgyankénti vizsgaleírásnak megfelelően. Amelyik tantárgyból a leírás csak a témakörök nyilvánosságra hozását írja elő, ott a tételeket a vizsgázók nem ismerhetik meg a vizsga kezdete előtt. Az emelt szintű érettségikkel kapcsolatos információkat az Oktatási Hivatal egységesen teszi közzé.
Az őszi vizsgaidőszakra ugyanabban az intézményben ugyanazok a tudnivalók érvényesek, mint a tavaszira. Ha tehát valaki a saját iskolájában sikertelen vizsgát tesz, és ősszel más intézményben jelentkezik ismétlővizsgára, akkor már más témakörök, illetve tételek alapján kell készülnie. (Maguk a konkrét szóbeli tételsorok tehát változhatnak, amennyiben az adott tárgyból a leírás szerint nem szerepelnek a nyilvánosságra hozandó anyagok között, és természetesen változnak az írásbeli feladatsorok is.)

### A vizsga nyelve
A vizsga az oktatás nyelvén folyik, tehát általában magyarul, a nemzeti és etnikai kisebbségi oktatásban és a két tanítási nyelvű iskolákban pedig – a tantárgyak egy részében – az adott nyelven. (Az őszi vizsgaidőszakban is úgy kell kijelölni a vizsgáztató középiskolákat, hogy lehetőség legyen a nemzeti vagy etnikai kisebbség nyelvén vizsgázni.)

### Vizsgaidőszakok
Érettségi vizsgát tenni évente két vizsgaidőszakban lehet: a tavaszi vizsgaidőszak május–júniusban, az őszi október–novemberben van. A tavaszi időszakban valamennyi középiskola és a kormányhivatalok is szervezhetnek vizsgát, az ősziben csak néhány kijelölt középiskola és a kormányhivatalok. A vizsgaidőszak első hónapjában az írásbeli vizsgák, a másodikban előbb az emelt szintű, aztán a középszintű szóbelik zajlanak. (A legtöbb tantárgyból egyszerre rendezik a közép- és emelt szintű írásbelit. Kivétel az informatika gyakorlati vizsgája, ahol a két szint a vizsgahelyek szűkössége miatt nem ugyanarra a napra esik.) Az írásbeli vizsgák tantárgyakra lebontott időpontját és a szóbeli vizsgaidőszakokat az oktatásért felelős miniszter (jelenleg a Nemzeti Erőforrás Minisztérium minisztere) határozza meg a tanév rendjéről szóló rendeletében. Az adott időszakon belül a szóbeli vizsganapokat a vizsgaszervező intézmény tűzi ki.
A kétszintű érettségi rendszer bevezetésekor volt egy téli (február–márciusi) vizsgaidőszak is, ezt azonban a 2006-os csekély érdeklődés miatt az első alkalom után megszüntették.
A tavaszi időszakban hagyományosan (de nem kötelezően) a „nulladik napon” a nemzetiségi nyelv és irodalom írásbelijével kezdődik az érettségi vizsgaidőszak, majd az első napon (ha nem ütközik a pünkösddel, akkor május első hétfői tanítási napján következik a magyar nyelv és irodalom, a következő napon pedig a matematika. 2005 óta a történelem írásbelijét rendezik a harmadik napon.

### Vizsgatípusok és dokumentumok
A jelenlegi kétszintű érettségi vizsgának hét fajtája van. Egy vizsgázó egy vizsgaidőszakban akár különböző fajtájú vizsgákat is tehet, ezért a vizsga fajtáját tárgyanként kell megjelölni a jelentkezéskor.
1. Rendes érettségi: a középiskolai tanulmányok követelményeinek teljesítése után, a tanulói jogviszony fennállása alatt vagy megszűnését követően első alkalommal tett érettségi vizsga. Ez teszi ki az érettségi vizsgák túlnyomó részét.[3]
2. Előrehozott érettségi: az adott tárgy tanulmányi követelményeinek teljesítése után, a tanulói jogviszony fennállása alatt, a középiskolai tanulmányok teljes befejezése előtt, első alkalommal tett vizsga. Ez teszi ki az összes érettségi vizsga nagyjából egytizedét.[3] (Részletesen lásd a következő szakaszban.) A 2020-as tavaszi érettségi vizsgaidőszakban előrehozott érettségire a COVID-19 koronavírus-járvány miatt nem volt lehetőség.
3. Kiegészítő érettségi: a már érettségizettek által a bizonyítványukban nem szereplő tárgyból tett vizsga (erre a legtöbbször a felvételi követelmények miatt kerül sor).
4. Szintemelő érettségi: a középszinten már sikeresen befejezett vizsga letétele ugyanabból a tárgyból emelt szinten. Erre a vizsgafajtára az érettségi bizonyítvány megszerzése előtt vagy után is sor kerülhet.
5. Pótló érettségi: a vizsgázónak fel nem róható okból meg sem kezdett, vagy megkezdett, de be nem fejezett rendes, előrehozott, kiegészítő, szintemelő, ismétlő, javító érettségi vizsga folytatása. Ilyen ok lehet a betegség vagy baleset. Emlékezetes eset volt, amikor 2010 májusában az árvíz miatt a vizsgázók az ország egyes részeiben tömegesen nem jutottak el a gyakorlati informatikavizsgára, és a miniszter országos pótló érettségit rendelt el.[4]
A pótló érettségi a körülményektől és lehetőségektől függően lehet ugyanabban a vizsgaidőszakban (mint például az említett árvízi esetnél) vagy egy későbbiben is, és állhat a teljes vizsga vagy külön az egyik vizsgarész pótlásából is (tehát a sikeres szóbeli vagy írásbeli vizsgarész beszámítható).
6. Javító érettségi: a vizsgázónak felróható okból meg sem kezdett, vagy megkezdett, de be nem fejezett, illetve a megkezdett, de tanulmányi követelmények nem teljesítése miatt sikertelen rendes, előrehozott, pótló vagy (az érettségi bizonyítvány megszerzése előtti) szintemelő érettségi vizsga megismétlése. Ilyen felróható ok lehet a vizsgáról való igazolatlan távolmaradás, a vizsga engedély nélküli félbeszakítása vagy a szabálytalanság miatti eltiltás. Javító érettségit kell tenni az adott tárgyból bukás esetén is. (Kivéve, ha az érintett tárgy választható vizsgatárgy, és enélkül is megvan a sikeres vizsga a négy kötelező és egy választott tárgyból – ha tehát hat tárgyból vizsgázik valaki, és az egyik nem kötelező tárgyból megbukik, de a többi vizsgája sikeres, akkor megkapja az érettségi bizonyítványt.)
A javító érettségit leghamarabb a sikertelen vizsga utáni következő vizsgaidőszakban lehet letenni. A sikertelen vizsgát a javítóvizsgán csak teljes egészében lehet megismételni, azaz az elégtelen vizsga szóbeli vagy írásbeli része – szemben a pótló érettségivel – nem számítható be.
7. Ismétlő érettségi: az érettségi bizonyítvány megszerzése után az adott tárgyból korábban már sikeresen letett érettségi vizsga azonos szinten, illetve az emelt szintű vizsga középszinten történő megismétlése.

Az érettségi bizonyítvány megszerzése után letett kiegészítő, szintemelő és ismétlő érettségi alapján a bizonyítvány már nem változtatható meg, csak egy tanúsítványt kap a vizsgázó.
A vizsgázó háromféle iratot kaphat kézhez:
- a rendes érettségi befejezésekor érettségi bizonyítványt;
- sikeres kiegészítő, ismétlő érettségiről és az érettségi utáni szintemelőről tanúsítványt;
- előrehozott érettségiről (beleértve az érettségi előtti szintemelőt is), javító- vagy pótlóvizsgára utasításkor vagy vendégtanulóként más iskolában tett vizsga esetén törzslapkivonatot, amelyet a következő vizsgára jelentkezéskor le kell adnia (és ha szükséges, az eredményhirdetéskor újat kap az összes meglévő eredményével).

Bizonyítványt tehát egy vizsgázó csak egyszer kaphat életében, akárhányszor vizsgázzon is. Bizonyítványt és tanúsítványt csak sikeres vizsgáról lehet kiállítani (elégtelen eredmény egyikbe sem kerülhet). Ha valaki megbukik, és csak második vagy sokadik próbálkozásra sikerül az összes tárgyból levizsgáznia, akkor is csak a végeredményt tartalmazza a bizonyítvány. A bukás tényére legfeljebb az utal, hogy nem a végzésnek megfelelő vizsgaidőszakban, esetleg nem a vizsgázó saját iskolájában állították ki a bizonyítványt.
Törzslapkivonatból egyidejűleg csak egy darabbal rendelkezhet a vizsgázó.
Ha ugyanabból a tárgyból közép- és emelt szintű vizsgát is tett valaki a rendes érettségi befejezéséig, akkor választhat, hogy melyiket kívánja beíratni a bizonyítványba, a másikról pedig ugyancsak tanúsítványt kap.
Az elveszett bizonyítványról a kiállító intézmény (vagy annak jogutódja) kérelemre, díjfizetés ellenében másodlatot állít ki. A másodlat nem másolat, hanem újra kibocsátott eredeti irat, de külalakjában már nem olyan tetszetős, mint az eredeti, azaz nem kemény fedeles formátumú. (Ha a kérelmező nem ismeri a megszűnt intézmény jogutódját, akkor a helyi önkormányzat oktatási osztályán érdeklődhet a pótlás módjáról.)
A vizsgázók és a bizonyítványok adatai bekerülnek az érettségi adatbázisba, ahonnan később is ellenőrizhetőek.

### Az előrehozott érettségi
Az előrehozott érettségi eredeti célja a jogszabály megalkotásakor az volt, hogy amelyik tárgyat korábban (például a tizedik évfolyamon) befejezi a tanuló, abból akkor tehessen vizsgát, amikor a tudása csúcsán van, és még nem felejtette el a tanultakat. Az előrehozott vizsga csökkenti a rendes érettségin a terhelést is, de ha olyan tárgyból akar előrehozott vizsgát tenni valaki, amelynek a tanulását még nem fejezte be, akkor a jelentkezés feltételeként még az érettségi vizsgaidőszak kezdete előtt osztályozóvizsgát kell tennie az összes hátralevő év tananyagából.
Az előrehozott vizsga másik felhasználási lehetősége, hogy a középszintű érettségi után még a rendes érettségi befejezéséig, de már másik időszakban egy szintemelőt is le lehessen tenni ugyanabból a tárgyból. Ily módon a vizsgázó lehetőséget kap, hogy a felsőoktatási felvételi jelentkezésben a számára kedvezőbb eredményt tüntesse fel. Csak előrehozott középszintű érettségi után van lehetőség mind a két szint megszerzésére ugyanabból a tárgyból az érettségi bizonyítvány megszerzéséig (utána azonban nincs korlátozás).
Végül ha valaki az érettségi évében megbukik a tanév végén, és emiatt nem tehet rendes érettségit, a jelentkezését előrehozottra változtathatja azokból a tárgyakból, amelyeknek a tanulását sikeresen befejezte, és a rendes érettségi időszakban az osztálytársaival együtt levizsgázhat. (A kétszintű érettségi bevezetése előtt ilyen lehetőség nem volt, a sikeres javítóvizsga előtt semmiből nem lehetett érettségizni). Ez azt is jelenti, hogy ha valaki nem érettségi tárgyból bukik a középiskola 12. (13.) évfolyamán, akkor az összes tárgyból előrehozott érettségit tehet, amikor az osztálya érettségizik, de nem kap bizonyítványt, később pedig, amikor a javítóvizsgán átment, jelentkezhet rendes érettségire, és az összes vizsgatárgy beszámításával újabb vizsga nélkül kap bizonyítványt.
2014. január 1-től előrehozott érettségi vizsgát csak idegen nyelvekből és informatikából lehetett tenni. A Magyar Közlöny folyóiratban 2019. november 21-én közzétett – az érettségi vizsga vizsgaszabályzatának kiadásáról szóló kormányrendelet – módosítása alapján a 2020. évi május-júniusi vizsgaidőszaktól ismét lehetőség nyílik „a  középiskolai tanulmányok befejezését megelőző tanévek valamelyikében” lezáruló tantárgyakból előrehozott érettségi vizsgát tenni. Ezzel pedig visszahozva a már említett korábbi, 2014 előtti gyakorlatot.
Egyes iskolákban elvárás az előrehozott érettségi a szakiránynak megfelelő tárgyból; kötelezni azonban nem lehet erre a tanulókat.

### A vizsgabizottság
Az érettségi vizsgát bizottság előtt kell letenni, amelynek tagjait (vagyis a vizsgáztató tanárokat) a vizsgát szervező középiskola igazgatója (a kormányhivatal által szervezett vizsga esetén az oktatási főosztályvezető), elnökét pedig a kormányhivatal (illetve a kormányhivatal által szervezett vizsga esetén az Oktatási Hivatal) bízza meg. (Mint a Vizsgaidőszakok c. szakaszban szó volt róla, érettségit a középiskolák és a kormányhivatalok is szervezhetnek, de az ilyen formalitásoktól eltekintve mindenhol egyformán kell zajlania a vizsgának.)
A középiskolákban szervezett május–júniusi érettségiken törekedni szoktak rá, hogy egy osztály tartozzon egy bizottsághoz, erre azonban semmiféle jogszabály nem kötelezi az iskolát, tehát másféle beosztást is alkalmazhatnak. Az is elterjedt szokás, hogy lehetőség szerint minden tanulót a saját tanára vizsgáztasson szóban, illetve ő javítsa az írásbelijét is, de ez sem kötelező. Eltérni ettől a szokástól általában szervezési okból szoktak.
Az emelt szintű érettségin nincs külön vizsgabizottság. A vizsgázók a tantárgyi bizottság előtt adnak számot tudásukról, amely az értékelést megküldi az iskolában működő vizsgabizottságnak, ahol döntenek az esetleges szabálytalanságok elbírálásáról, elvégzik a vizsga adminisztrációját, és kiállítják a bizonyítványt és más iratokat. Ugyanez történik, ha valaki vendégtanulóként más iskolában vizsgázik egy olyan tárgyból, amelyből a saját iskolája nem rendez vizsgát. Egy vizsgázó érettségijéről tehát egyetlen bizottság jogosult dönteni, amelynek a kezében az összes adat összefut.
Az emelt szintű érettségin – a középszintűvel ellentétben – a tanárok nem vehetnek részt a saját tanítványuk vizsgáztatásában.
Vizsgáztató tanár az lehet, aki az adott tantárgyat a középiskolában taníthatja. Ebbe a körbe az utolsó éves tanárjelöltek is beletartoznak. (Korábban emelt szinten csak külön továbbképzés elvégzése után lehetett vizsgáztatni, ez a korlátozás azonban megszűnt, így a két szintre ugyanaz a szabály vonatkozik.)
Az elnök feladata a vizsga törvényességének biztosítása és a szóbeli vizsgák vezetése. Elnöknek azt lehet kinevezni, aki megfelelő végzettséggel és tízéves középiskolai (vagy pedagógusképző felsőoktatási intézményben szerzett) gyakorlattal rendelkezik, és szerepel az országos vizsgaelnöki névjegyzékben.
A vizsgabizottság jegyzője az igazgató és az elnök irányításával elvégzi az adminisztrációt, előkészíti és vezeti a vizsga iratait, és megírja a bizonyítványokat. A jegyző (ha egyébként nem vizsgáztató tanár) nem tagja a bizottságnak. Ezt a feladatot általában az osztály valamelyik tanára látja el, de a vizsgaszervező intézmény bármely érettségizett alkalmazottja (például az iskolatitkár) is lehet jegyző.

### Jelentkezés a vizsgára, díjfizetés
A tavaszi vizsgaidőszakra február 15-éig, az őszire szeptember 5-éig lehet jelentkezni; ezt követően a jelentkezés csak akkor törölhető, ha a vizsgázó nem teljesíti a vizsgára bocsátás feltételeit (azaz a vizsgaidőszak kezdetéig nem szerez érvényes osztályzatot az adott tárgyból). Pótló- és javítóvizsga esetén a korábbi vizsgaszint a jelentkezéskor bármelyik irányba megváltoztatható.
A középiskola a helyi tantervében szereplő tárgyakból köteles a vele jogviszonyban álló tanuló jelentkezését elfogadni (ha a tanuló a tantervben foglalt követelményeket teljesítette, és erről osztályzatot kapott). A helyi tantervben nem szereplő tárgyak esetén a középiskola vendégtanulói jogviszonyt szervez a tanulónak egy másik iskolában, ahol leteheti az érettségit és szükség esetén az osztályozóvizsgát is (de ilyenkor is a „saját” iskola állítja ki a bizonyítványt).
A jelentkezésre háromféle szabály vonatkozik:
- Aki tanulói jogviszonyban áll, és még nincs érettségi bizonyítványa, az csak a saját iskolájában jelentkezhet; ha pedig ez az iskola nem szervez vizsgát (jellemzően az őszi időszakban), akkor a kijelölt középiskolákban.
- Aki tanulói jogviszonyban áll, de már van érettségije (érettségi utáni képzést nyújtó iskolában), az is a saját iskolájában jelentkezhet; ha viszont ez az iskola nem szervez vizsgát az adott időszakban, akkor a kijelölt középiskolákban vagy a kormányhivatalnál.
- A tanulói jogviszony megszűnése után bármely érettségit szervező középiskolában vagy a kormányhivatalnál is lehet jelentkezni (egy időszakban csak egy helyen).

A jelentkezéskor meg kell jelölni, ha a vizsgázó valamely tárgyból idegen nyelven akar vizsgázni, illetve ha mentességet kér; a mentesség megadásáról az igazgató a jelentkezés elfogadásával egyidejűleg dönt. A korábbi vizsgákról kiállított törzslapkivonatot is mellékelni kell, ha van; ezt a vizsgát szervező iskola vagy kormányhivatal bevonja, és szükség esetén a vizsga után újat állít ki. Az informatikaérettségire jelentkezőknek ekkor kell választaniuk a listán felsorolt programok közül, a testnevelésvizsgára jelentkezők pedig megjelölik a szabadon választható gyakorlati vizsgaelemeket. Ezt követően az igazgató összesítést készít a kormányhivatal számára, ahol megkezdik a vizsgák szervezését.
A jelentkezési határidő után a jelentkezés nem vonható vissza, és csak a szabályzat által meghatározott esetekben módosítható vagy törölhető.
Ingyenes
- a tanulói jogviszony fennállása alatt vizsgatárgyanként az érettségi minden fajtája közép- és emelt szinten egyaránt;
- a tanulói jogviszony fennállása alatt megkezdett érettségi pótlóvizsgája és az első javítóvizsga.

(Mindkét eset alól kivételek a nem nappali rendszerű felnőttoktatás résztvevői és a többszörös évismétlők, ha az évismétlésre a tanulmányi kötelezettség nem teljesítése miatt került sor.)
Díjat kell fizetni
- a tanulói jogviszony fennállása után megkezdett érettségiért (beleértve a pótló- és javítóvizsgát is);
- a tanulói jogviszony alatt be nem fejezett vizsga második és további javítóvizsgájáért;
- a nem nappali rendszerű felnőttoktatásban érettségizőknek és a többszörös évismétlőknek.

Az Oktatási Hivatal honlapján közzéteszi a kormányhivatalok által szervezett vizsgák díjait. Ezeket három kategóriában határozzák meg: a legolcsóbb a csak szóbeliből vagy csak írásbeliből álló vizsga, ennél többe kerül a szóbeliből és írásbeliből álló vizsgák többsége, a felső kategóriában pedig a testnevelés, az informatika, az informatikai alapismeretek és az idegen nyelvek vannak. A vizsgadíjat tárgyanként kell megfizetni. A középiskolák saját hatáskörükben állapítják meg a vizsgadíjakat.

### A vizsga menete

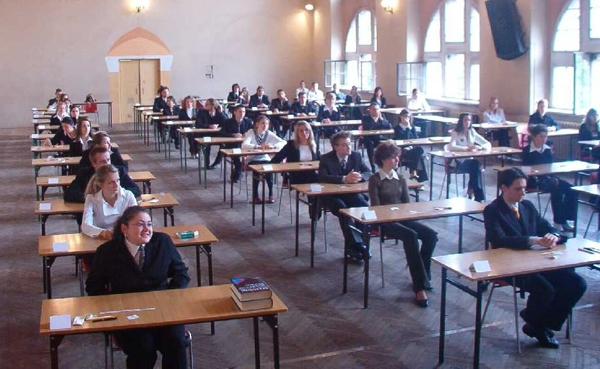
Írásbeli érettségire váró diákok egy szczecini iskolában (2005)

A központi követelményekre épülő tárgyakból az írásbeli vizsgára az Oktatási Hivatal, illetve a Nemzeti Szakképzési Intézet által felkért tételkészítő bizottságok tantárgyanként több feladatlapot állítanak össze a hozzájuk tartozó javítási és értékelési útmutatókkal együtt. Az akkreditált vizsgatárgyak esetén ezt a munkát a középiskolában végzik el. Ezután az Oktatási Hivatal kisorsolja a ténylegesen kiadandó feladatsort, amelyet sokszorosítanak, majd zárt rendszerben továbbítják a vizsgaszervező intézményekbe. A feladatokat ebben az időszakban csak az Oktatási Hivatal három dolgozója ismeri. A feladatsor jogszabályváltozás következtében 2010 óta korlátozott terjesztésű iratnak minősül (korábban szolgálati titok volt).
Az írásbeli vizsga időtartama emelt szinten, valamint a középszintű magyar nyelv és irodalom, illetve nemzetiségi nyelv és irodalom vizsgán négy óra, a többi középszintű vizsgán három óra. A vizsgaleírás ettől eltérő időt is megállapíthat, de két óránál kevesebbet nem. A vizsgázóknak a megoldáshoz semmiféle segítség nem adható. Vizsga közben a termet indokolt esetben rövid időre el lehet hagyni (a kétszintű rendszerben már nem él az a korábbi korlátozás, hogy csak másfél óra elteltével lehetett kimenni). A vizsga kezdete előtt a felügyelő tanár ismerteti a szabályokat, a vizsga végeztével pedig a vizsgázó jelenlétében zárja le a dolgozatot tartalmazó borítékot. Munkát végezni csak a kiosztott feladatlapokon és piszkozatlapokon szabad, és a piszkozatokat is be kell adni (áthúzással jelezve). A vizsgaleírás minden tantárgyból meghatározza a felhasználható segédeszközöket (pl. számológép, szótár, atlasz).
Az írásbeli vizsga helyszínéül szolgáló épületrészbe a vizsgázókon kívül csak a jogszabályban felsorolt személyek léphetnek be. A felügyelő tanárok a vizsgatermekben és a folyosón óránként váltják egymást, és az ülésrendet és a vizsgázók távozásának-visszatértének és a dolgozatok beadásának időpontját is tartalmazó folyamatos jegyzőkönyvet vezetnek. A vizsga után az igazgató vagy helyettese a vizsgadolgozatokat átveszi a felügyelő tanártól, és átadja a javításra kijelölt tanárnak. Az írásbeli közben, illetve előtte és utána fél órával az igazgató figyelemmel kíséri az Oktatási Hivatal üzenetküldő rendszerét, amelyen az esetleges rendkívüli tudnivalókról küldenek tájékoztatást.
A vizsga másnapján az Oktatási Hivatal honlapján közzéteszi az adott vizsgatárgy javítási és értékelési útmutatóját. A hivatal honlapját az írásbelik idején egy ideiglenes kezdőlapra szokták lecserélni, hogy az útmutatókat könnyebb legyen megtalálni.
A szaktanár a feladatlapot az útmutató alapján kijavítja és pontozza. (Ha az útmutatóban hibát vagy értelmezési problémát talál, akkor kérdéssel fordulhat az Oktatási Hivatalhoz, ahonnan rövid időn belül állásfoglalást kap. Az útmutatótól eltérnie azonban nem szabad.)
Osztályzat ekkor még – a matematika kivételével – nem állapítható meg. Az emelt szinten megírt dolgozatokat kijavítva és pontozva visszajuttatják a vizsgázó középiskolájába (ha nem a kormányhivatalnál vizsgázik). A vizsgázók a kijavított dolgozatokat megtekinthetik (ha a technikai lehetőség adott, saját költségükön másolatot is készíthetnek róluk), és a javításra – kizárólag az útmutatótól való eltérés esetén – észrevételt tehetnek, amelyet egy másik szaktanárnak kell elbírálnia. Ha a vizsgázó az írásbelin legalább 12%-os eredményt ért el (illetve matematikából 12% és 20% közöttit), akkor szóbelire bocsátják.
Az elnök ellenőrzi a vizsga iratait, a javításokat, a szóbeli tételsorokat, a jegyzőkönyveket, a vizsgáztató tanárok végzettségét és szükség esetén a vizsgázók vizsgára bocsáthatóságát és a mentességi határozatokat (esetleg az írásbeli vizsga lefolytatását is).
A szóbeli vizsga előtt a bizottság értekezletet tart, amelyen áttekinti az írásbeli vizsgaeredményeket, az esetleges észrevételeket és szabálytalanságokat, és dönt a szóbelire bocsátásról, valamint a szóbeli vizsga beosztásáról. Ekkor már a bizottság rendelkezésére kell állniuk az emelt szintű írásbelire tett észrevételek elbírálásáról és a vendégtanulóként tett vizsgáról szóló iratoknak. Ezután az elnök ismerteti a vizsgázókkal a határozatokat és a vizsga szabályait, valamint a jogorvoslati lehetőséget. Az elnök indokolt esetben dönthet a szóbeli vizsga nyilvánosságának korlátozásáról. Ekkor ismertetik a szóbeli vizsgabeosztást is (bár a tervezetről a vizsgázók nem hivatalos formában gyakran már hamarabb is értesülnek). Az ünnepélyes megnyitás során az elnökök törekedni szoktak a vizsgázók feszültségének oldására is.
A szóbelin az idegen nyelvek kivételével legalább harminc perc felkészülési időt kell biztosítani, majd a vizsgázó a húzott tétel alapján önállóan adja elő feleletét. Félbeszakítani csak akkor szabad, ha súlyosan téved, vagy ha letelt a rendelkezésére álló idő. Ha elakad vagy súlyosan téved, akkor a bizottsági tagoktól segítséget, illetve kérdéseket kaphat. Kérdéseket tehetnek fel a bizottsági tagok a felelet befejezése után is. A felelet maximális időtartama 15 perc lehet. Egyszerre egy vizsgázó felelhet, és eközben legalább három vizsgabizottsági tagnak a teremben kell tartózkodnia. A vizsga reggel 8 óra előtt nem kezdhető meg, és 18 óra után nem folytatható. (Nincs olyan szabály, hogy az utolsó vizsgázó felelete alatt az utolsó előttinek bent kéne maradnia.)
Ha a vizsgázó az adott tárgyból nem éri el a szóbeli vizsgarész maximális pontszámának 12%-át (a magyar nyelv és irodalom egy tantárgynak számít!), akkor az elnök egy alkalommal póttételt húzat vele, amelynek a pontszámát meg kell felezni, és felfelé egész pontra kerekíteni. Magyarból ilyenkor nyelvtan- és irodalomtételt is kell húzni, mivel a vizsgaleírás szerint a magyar nyelv és irodalom egységesen értékelendő tárgy. A póttétel húzására matematikából is ugyanaz a szabály vonatkozik, mint a többi tárgyból. Ez a szabály tehát azt jelenti, hogy a póttétel húzatása nem tagadható meg, illetve a 12%-ot elérő eredmény esetén póttétel húzására nincs lehetőség. (Vagyis akkor sem, ha irodalomból egy szót sem tud a vizsgázó, de a nyelvtantételével elérte a magyar nyelv és irodalom szóbeli pontszámának 12%-át.)
A szóbeli vizsgát követően a bizottság záróértekezletet tart, ahol értékelik a vizsgát, döntenek a szóbelin elkövetett szabálytalanságokról, és megállapítják a vizsgázók eredményét. Ezután az elnök nyilvánosan ismerteti az eredményeket és – ismételten – a jogorvoslati lehetőséget. A bizonyítványt legkésőbb a záróértekezlet utáni munkanapon ki kell adni.
A 2016/2017-es tanévet záró érettségi vizsgákat érintően több módosítást is hoztak. A változtatások érintik a lebonyolítás rendjét, a vizsgafeladatokat és az értékelést is. A lebonyolítás során a korábban megszokott rendtől eltérően először a nemzetiségi nyelv és irodalom érettségiket szervezik meg, majd a hagyományoknak megfelelően a magyar a matematika-, a történelem-, az angol-, majd a német érettségi követi. A vizsgaidőszak május 5-én kezdődik és június 30-án a középszintű szóbeli vizsgákkal ér véget.

### A vizsga értékelése
Ha az adott tárgyból a vizsga írásbeli és szóbeli részből áll, akkor a két vizsgarészben maximálisan 150, csak írásbeli vizsgán 100, csak szóbeli vizsgán 50 pontot lehet kapni (tört pontok nincsenek). A tantárgyi vizsga akkor eredményes, ha a vizsgázó – tekintetbe véve az esetleges szóbeli póttételre kapott megfelezett pontszámot is – összesen a maximális pontszám legalább 25, külön-külön pedig minden vizsgarész maximális pontszámának legalább 12%-át eléri. (A 2012/2013-as tanév előtt az összes pontszám 20%-tól volt a vizsga sikeres.) Az írásbeli vizsga egységes egésznek számít akkor is, ha több feladatlapot kell megoldani, tehát az egyes feladatlapokra már nincs külön alsó korlát. Kivétel az idegen nyelvek emelt szintű érettségije, amely a vizsgaleírás szerint öt vizsgarészből (négy írásbeli és egy szóbeli) áll – ezeken mind az öt részből el kell érni a 12%-ot.
A kapott pontszámot az alábbi táblázat szerint váltják osztályzatokra:
| Középszint | Emelt szint | Osztályzat    |
| ---------- | ----------- | ------------- |
| 80-100%    | 60-100%     | jeles (5)     |
| 60-79%     | 47-59%      | jó (4)        |
| 40-59%     | 33-46%      | közepes (3)   |
| 25-39%     | 25-32%      | elégséges (2) |
| 0-24%      | 0-24%       | elégtelen (1) |

A bizonyítványba az osztályzat és a százalékos eredmény is bekerül, mivel a felsőoktatási felvételi eljárásban az utóbbit veszik figyelembe.
Az érettségi vizsga akkor eredményes, ha a vizsgázó – egy vagy több részletben – mind a négy kötelező és legalább egy választott vizsgatárgyból eredményes (legalább elégséges) vizsgát tett. Ebben az esetben kiállítják az érettségi bizonyítványt. Ha ezen felül további tárgyból is vizsgázott, és elégtelen minősítést szerzett, az nem kerül be a bizonyítványba, és nem is kötelező a későbbiekben javítani.

### Nyelvvizsga és ECDL
A nemzeti, etnikai kisebbségi és a két tanítási nyelvű iskolák érettségijén szerzett bizonyítvány a vizsga eredményétől függően alap-, közép- vagy felsőfokú, államilag elismert nyelvvizsga-bizonyítvánnyal egyenértékű okiratnak minősül. Ilyenkor tehát nem állítanak ki külön nyelvvizsga-bizonyítványt, hanem maga az érettségi bizonyítvány igazolja a nyelvvizsgát. A megfeleltetést a vizsgaszabályzat 54. §-a részletesen szabályozza.
Az informatikaérettségit akár emelt, akár középszinten jelesre teljesítők két éven belül vizsga nélkül, a regisztrációs díj befizetése ellenében igényelhetnek ECDL-bizonyítványt. Fontos különbség, hogy a nyelvvizsgával – és a szócikkben található más tudnivalókkal – szemben sem az ECDL-bizonyítványt, sem a vizsgamentességet nem jogszabály írja le, hanem egy nem kormányzati szervezet saját szabályozása.

### Jogorvoslat
A vizsgabizottság döntése ellen az eredményhirdetést követő három munkanapon belül – kizárólag jogszabálysértésre hivatkozással – törvényességi kérelmet lehet benyújtani az iskolán keresztül a kormányhivatalnak (a kormányhivatal által működtetett vizsgabizottság esetén a kormányhivatalon keresztül az Oktatási Hivatalnak) címezve. Nem lehet tehát jogorvoslattal élni a vizsga értékelése miatt.

### Speciális esetek
Külön szabályok vonatkoznak azokra, akik egészségügyi okból szakértői vélemény alapján mentességet kaptak, vagy a nekik fel nem róható okból meg nem kezdett vagy félbemaradt vizsgájuk miatt az igazgató engedélyével ugyanabban a vizsgaidőszakban pótlóvizsgát tehetnek. Ilyen esetben előfordulhat, hogy egy kötelező tárgy helyett másikat választhatnak, megnövelik az írásbeli vagy a szóbeli vizsga idejét, írásban teszik le a szóbeli vizsgát, az írásbeli helyett is szóbelit tesznek, és két szóbeli alapján kapnak osztályzatot, vagy különleges segédeszközöket használhatnak.
Ha a gyakorlati vizsgát második szóbelivel váltják ki (például informatikából vagy testnevelésből), akkor az érettségi érvényes lesz, de az így szerzett osztályzat nem jogosít fel a szakirányú továbbtanulásra, ezért később ismétlő vagy szintemelő vizsgát kell tenni. (Emiatt volt fontos, hogy a fent említett 2010-es árvízi eset miatt a miniszter országos pótló gyakorlati vizsgát rendelt el informatikából, mert enélkül csak két szóbelivel lehetett volna érvényes vizsgát szerezni.)
A 2007/2008-as tanévben vagy azt megelőzően megrendezett országos középiskolai tanulmányi versenyek és országos szakmai tanulmányi versenyek döntőseinek egy része a versenykiírás alapján a döntőben való részvétellel teljesítette az érettségit, és 100%-os emelt, illetve középszintű eredményt ért el. Ez a lehetőség a későbbi versenyeken már nem él.
A nemzeti, etnikai kisebbségi iskolák és a két tanítási nyelvű iskolák érettségijére részben eltérő szabályok vonatkoznak; ezekről a vizsgaszabályzat 53–55. §-ából lehet tájékozódni.

### Statisztika
Az Oktatási Hivatal a kétszintű érettségi bevezetése óta évente részletes statisztikákat tesz közzé a május–júniusi vizsgaidőszakról különféle szempontok alapján.
Az érettségizők száma a 2007-es 124 443-ról 2011-re 141 286-ra nőtt. 2011-ben 532 166 tantárgyi vizsgát értékeltek; ebből kb. 443 ezer középszintű és harmincezernél több emelt szintű vizsga volt, a maradék 58 ezer pedig a korábbi vizsgaeredmények beszámítása. 84 ezer fő kapott érettségi bizonyítványt, 17 ezer pedig tanúsítványt. Csaknem 56 ezer előrehozott vizsgát tettek le ebben az évben is, túlnyomórészt középszinten; ezek listáját tízezer feletti számmal az informatika és az angol nyelv vezeti, majd a földrajz következik 8600 körüli vizsgaszámmal. A negyedik helyen álló német nyelvből csak feleennyien tettek előrehozott vizsgát.
A több mint 141 ezer vizsgázótól 2011-ben 76 törvényességi kérelem érkezett az Oktatási Hivatalhoz, ebből elutasítottak 62-t, egyet pedig visszavontak; 13 esetben került sor a vizsgabizottság döntésének megváltoztatására vagy megsemmisítésére.
Az érettségi átlag országos összesítésben 3,65 volt. A gyakori vizsgatárgyak közül a legjobb átlagot kémiából (4,00) és fizikából (3,95), a legrosszabbat matematikából (2,99) és német nyelvből (3,23) érték el a vizsgázók.

### Általános források, szabályozás
- ↑ Net.jogtar.hu 1993 79:  1993. évi LXXIX. törvény a közoktatásról (2011. szeptember 9-én hatályos állapot)
- ↑ Net.jogtar.hu 1997 100:  100/1997. (VI. 13.) Korm. rendelet az érettségi vizsga vizsgaszabályzatának kiadásáról (2011. szeptember 9-én hatályos állapot)
- ↑ Oh.gov.hu Jogszabály 2010:  40/2002. (V. 24.) OM rendelet az érettségi vizsga részletes követelményeiről, tantárgyankénti bontásban (2011. szeptember 9-én hatályos állapot)
- ↑ Oh.gov.hu Vizsgaelnököknek 2011:  Tájékoztató kiadvány az érettségi vizsgaelnökök számára 2011-re
- ↑ Nefmi.gov.hu Informatika pótlás 2010:  Határozat a 2010. május 17-i középszintű informatika gyakorlati érettségi vizsga rendkívüli pótlási lehetőségéről
- ↑ 1000ev.hu 1934 11:  1934. évi XI. törvénycikk a középiskoláról

### Statisztika
- ↑ Oh.gov.hu 2011 tavasz:  Statisztika a 2011-es tavaszi vizsgaidőszakról (Power Point) (Letöltés: 2011. szeptember 9.)
- ↑ Oh.gov.hu korábbi statisztikák:  Korábbi érettségi statisztikák Oktatási Hivatal honlapján

### Történeti rész
- ↑ Magtudin.org Töttössy:  Töttössy Istvánné: Az érettségi vizsgák szerepe a magyar közoktatásban (Letöltés: 2011. szeptember 10.)
- ↑ Sulinet.hu 151 év:  Sulinet: Az érettségi százötven(egy) éves történetéből (Letöltés: 2011. szeptember 10.)
- ↑ Physx.u-szeged.hu Sáróné & Szabó:  Sáróné Jéga-Szabó Irén: A fizika középszintű szóbeli érettségi Archiválva 2011. április 9-i dátummal a Wayback Machine-ben

### Egyéb
- ↑ Njszt.hu ECDL:  Részletes tudnivalók az ECDL honlapján
- ↑ Mr1-kossuth.hu Biztonságos:  Kossuth Rádió: Biztonságos érettségit ígérnek (Letöltés: 2011. szeptember 17.)
- ↑ Oh.gov.hu vizsgatárgyak:  Az akkreditált érettségi vizsgatárgyak jegyzéke

### Általános tájékozódás, tudnivalók az érettségiről
- Útmutató az érettségi vizsgák lebonyolításához
- Általános tájékoztató az érettségi vizsgára történő jelentkezésről (2011)
- GYIK az Oktatási Hivatal honlapján
- A felvételihez 2013-tól előírt emelt szintű vizsgák listája a 39/2011. (III. 22.) kormányrendeletben[halott link] (a teljes eredeti közlöny itt érhető el)
- A 2012-es tavaszi és őszi vizsgaidőszakban emelt szinten választható tárgyak listája

### A kétszintű érettségivel kapcsolatos kritikák
- Baranyi Károly: Az érettségi vizsga az elbutulás forrása Archiválva 2016. március 5-i dátummal a Wayback Machine-ben - egy bírálat a kétszintű érettségi koncepciójáról (2010)
- Érettségi rendszer: bukás vagy pótvizsga (2010)

### Érettségi más országokban
- Sulinet: Érettségi külföldön
- Az angol A-level (angolul)